# 1992 en handball
| Années du handball : 1989 - 1990 - 1991 - 1992 - 1993 - 1994 - 1995    |
| Décennies du handball : 1960 - 1970 - 1980 - 1990 - 2000 - 2010 - 2020 |

Cet article présente les faits marquants de l'année 1992 en handball.

## Nouveaux membres de l'EHF
À la suite de la chute des régimes communistes en Europe, initiée par la chute du Mur de Berlin le 9 novembre 1989 et achevée par la dislocation de l'URSS, l'indépendance de nombreuses nations va faire grimper le nombre de membres affiliés à la Fédération européenne de handball (EHF), fondée le 17 novembre 1991 : 
| Nouveaux membres   | Appartenance précédente | Date de changement |
| ------------------ | ----------------------- | ------------------ |
| Arménie            | Union soviétique        | 26 décembre 1991   |
| Azerbaïdjan        | Union soviétique        | 26 décembre 1991   |
| Biélorussie        | Union soviétique        | 26 décembre 1991   |
| Estonie            | Union soviétique        | 26 décembre 1991   |
| Géorgie            | Union soviétique        | 26 décembre 1991   |
| Lettonie           | Union soviétique        | 26 décembre 1991   |
| Lituanie           | Union soviétique        | 26 décembre 1991   |
| Russie             | Union soviétique        | 26 décembre 1991   |
| Ukraine            | Union soviétique        | 26 décembre 1991   |
| République tchèque | Tchécoslovaquie         | 31 décembre 1992   |
| Slovaquie          | Tchécoslovaquie         | 31 décembre 1992   |
| Croatie            | Yougoslavie             | 25 juin 1991       |
| Slovénie           | Yougoslavie             | 25 juin 1991       |
| Macédoine          | Yougoslavie             | 8 septembre 1991   |
| Bosnie-Herzégovine | Yougoslavie             | 1er mars 1992      |
| RF Yougoslavie     | Yougoslavie             | 1er mars 1992      |
| Allemagne          | Allemagne de l'Ouest    | 3 octobre 1990     |
| Allemagne          | Allemagne de l'Est      | 3 octobre 1990     |

## Par mois
- 4 mai : Jacques Mariot, président de l'Entente Sportive Besançon depuis une dizaine d'années, prend l'initiative de séparer les sections masculines et féminines du club, donnant ainsi naissance à l'Entente sportive besançon masculine et à l'Entente sportive bisontine féminin.
- du 27 juillet au 8 août : Jeux olympiques de Barcelone en Espagne. Chez les hommes comme chez les femmes, l'Équipe unifiée (précédemment URSS) et la Corée du Sud conservent leurs titres respectifs. L'équipe de France masculine remporte à cette occasion sa première médaille internationale.

## Par compétitions

### Championnat du monde B
|                           | Nation   |
| ------------------------- | -------- |
| Médaille d'or, monde      | Norvège  |
| Médaille d'argent, monde  | Autriche |
| Médaille de bronze, monde | Islande  |

Le Championnat du monde B masculin de handball a eu lieu du 19 au 29 mars 1992 en Autriche. C'est la 8e et dernière édition de cette épreuve.
Véritable division 2 du handball mondial, les meilleures équipes du Championnat du monde B obtenaient ainsi leurs billets pour le Championnat du monde A tandis que les moins bonnes équipes étaient reléguées dans un Championnat du monde C qui a existé entre 1976 et 1990.
Seize équipes ont participé à la compétition qui a été remportée par la Norvège, déjà vainqueur du Championnat du monde C 1990. Les Norvégiens devancent l'Autriche et l'Islande.

### Jeux olympiques
|                                     | Hommes         | Femmes         |
| ----------------------------------- | -------------- | -------------- |
| Médaille d'or, Jeux olympiques      | Équipe unifiée | Corée du Sud   |
| Médaille d'argent, Jeux olympiques  | Suède          | Norvège        |
| Médaille de bronze, Jeux olympiques | France         | Équipe unifiée |

Les trois équipes masculines médaillées lors de ces Jeux olympiques sont celles qui vont le plus dominer la dernière décennie du XXe siècle. Au tour préliminaire, dans la poule A, la Suède a confirmé son titre de champion du monde en dominant avec une relative facilité tous ses adversaires. L'autre performance remarquable est celle des Islandais, remplaçant au pied levé la Yougoslavie, qui ont réalisé un match nul 16-16 face aux Tchécoslovaques et ont obtenu une victoire étriquée mais méritée face aux vice-champions olympiques en titre Sud-Coréens (26-24) avant de s'incliner face aux Suédois lors du dernier match alors que les deux équipes étaient assurées de participer aux demi-finales. Dans la poule B, on retrouve un schéma quasiment identique : l'Équipe unifiée, héritière d'une URSS défaite en finale du championnat du monde, remporte tous ses matchs. Seule équipe à avoir réussi à leur tenir tête (23-22), la France est la surprise de cette poule, ayant notamment écarté les hôtes Espagnols 18 à 16 lors de leur premier match.
En demi-finale, l'Islande a failli créer la surprise face à l'Équipe unifiée, menant 16-15 à 15 minutes de la fin du match. Finalement, Talant Douïchebaïev, auteur de 9 buts, et ses coéquipiers appuient sur l'accélérateur et s'imposent 23 à 19. Dans l'autre match, la Suède, qui menait confortablement 20 à 14 face à la France, a vu son avance fondre lors du dernier quart d'heure au point de voir les Français revenir à un but (23-22). Mais, au prix d'un dernier effort, les Scandinaves s'imposent finalement 25 à 22. La finale est donc pour une revanche du Championnat du monde 1990. Après une première mi-temps serrée (9-9), les Suédois prennent un temps une avance de deux buts (14-12), vite comblée par l'Équipe unifiée qui remporte ce match 22 à 20 et de facto son troisième titre après 1976 et 1988, même si seul Andreï Lavrov était déjà champion olympique à Séoul. Dans le match pour la troisième place opposant les deux équipes surprises du tournoi, la France remporte la médaille de bronze aux dépens de l'Islande et donc son premier trophée : les « Bronzés » sont ainsi les précurseurs des Barjots qui deviendront champions du monde en 1995.
L'épreuve féminine est quant à elle remportée à nouveau par la Corée du Sud, avec pour la première fois deux poules et une phase finale comme chez les hommes. Une première remportée par les Asiatiques faces à la Norvège, invitée de dernière minute à la suite de l'exclusion de la Yougoslavie, bannie par le CIO quelques jours avant la cérémonie d'ouverture. Au tour préliminaire, l'Équipe unifiée et l'Allemagne dominent facilement les États-Unis et le Nigeria dans la poule A. Dans la poule B, les Sud-Coréennes ont battu à plates coutures 26 à 17 la Norvège, invitée de dernière minute à la suite de l'exclusion de la Yougoslavie, bannie par le CIO quelques jours avant la cérémonie d'ouverture. Mais les Autrichiennes renforcées par trois joueuses précédemment médaillées sous les maillots de la Yougoslavie (Jasna Kolar-Merdan et Slavica Đukić (en)) ou de l'URSS (Natalia Rusnachenko) parviennent à faire match nul (17-17) face aux Coréennes et comme  ces dernières ont remporté leur dernier match face aux Espagnoles, la seconde place qualificative se joue lors du match opposant la Norvège à l'Autriche. Dans un match tendu, et malgré les 7 buts de l'Autrichienne d'origine Roumaine Edit Matei (en), les Scandinaves s'imposent finalement 19 à 17.
Statistiques et récompenses du tournoi masculin
L'équipe-type des Jeux olympiques est :
- gardienne de but : Mariann Rácz,  Autriche ;
- ailière droite : Marina Bazanova,  Équipe unifiée ;
- arrière droite : Silvia Schmitt (de),  Allemagne ;
- demi-centre : Lim O-kyeong,  Corée du Sud ;
- arrière gauche : Natalia Morskova,  Équipe unifiée ;
- pivot : Heidi Sundal,  Norvège ;
- ailière gauche : Lee Mi-young,  Corée du Sud.

Talant Douïchebaïev, le joueur de l'Équipe unifiée termine meilleur buteur avec 47 buts.
Statistiques et récompenses du tournoi féminin
L'équipe-type des Jeux olympiques est :
- gardienne de but : Mariann Rácz,  Autriche ;
- ailière droite : Marina Bazanova,  Équipe unifiée ;
- arrière droite : Silvia Schmitt (de),  Allemagne ;
- demi-centre : Lim O-kyeong,  Corée du Sud ;
- arrière gauche : Natalia Morskova,  Équipe unifiée ;
- pivot : Heidi Sundal,  Norvège ;
- ailière gauche : Lee Mi-young,  Corée du Sud.

Natalia Morskova, la joueuse de l'Équipe unifiée termine meilleure marqueuse avec 44 buts.

### Championnats d'Afrique
|                             | Hommes  | Femmes        |
| --------------------------- | ------- | ------------- |
| Médaille d'or, Afrique      | Égypte  | Angola        |
| Médaille d'argent, Afrique  | Tunisie | Congo         |
| Médaille de bronze, Afrique | Algérie | Côte d'Ivoire |

La 10e édition des Championnats d'Afrique des nations ont eu lieu à Yamoussoukro (Côte d'Ivoire) du 13 au 22 novembre 1992. La compétition réunit les meilleures équipes féminines et masculines de handball en Afrique.
Dans le tournoi féminin, l'Angola s'impose face au Congo et remporte son 2e titre dans la compétition. La Côte d'Ivoire complète le podium. L'Angola est ainsi qualifié pour le championnat du monde 1993.
Dans le tournoi masculin, l'Égypte s'impose face à la Tunisie et remporte son 2e titre dans la compétition. L'Algérie complète le podium. L'Égypte est ainsi qualifiée pour le championnat du monde 1993.

## Meilleurs handballeurs de l'année 1992
Les titres de meilleurs handballeurs de l'année 1992 n'ont pas été attribués.

## Bilan de la saison 1991-1992 en club

### Coupes d'Europe (clubs)
| Compétition                        | Vainqueur                 | Finaliste                 | Score    |
| ---------------------------------- | ------------------------- | ------------------------- | -------- |
| C1 : Coupe des clubs champions     | Hypo Niederösterreich (3) | TV Lützellinden 1904 e.V. | 34 – 32  |
| C2 : Coupe des vainqueurs de coupe | ŽRK Radnički Belgrade     | Debreceni VSC             | 45E – 45 |
| C3 : Coupe de l'IHF                | SC Leipzig                | Tempo Partizánske         | 52 – 37  |

Le ŽRK Radnički Belgrade est déclaré vainqueur selon la règle des buts marqués à l'extérieur (21 buts contre 19).
| Compétition                        | Vainqueur            | Finaliste         | Score    |
| ---------------------------------- | -------------------- | ----------------- | -------- |
| C1 : Coupe des clubs champions     | Badel 1862 Zagreb    | TEKA Santander    | 50 – 38  |
| C2 : Coupe des vainqueurs de coupe | SE Bramac Veszprém   | TSV Milbertshofen | 51 – 34  |
| C3 : Coupe de l'IHF                | SG Wallau-Massenheim | SKA Minsk         | 45E – 45 |

Le SG Wallau-Massenheim est déclaré vainqueur selon la règle des buts marqués à l'extérieur (23 buts contre 20).

### Saison 1991-1992 en France
| Compétition                 | Vainqueur        | Second       | Score     |
| --------------------------- | ---------------- | ------------ | --------- |
| Championnat de France masc. | HB Vénissieux 85 | OM Vitrolles | –         |
| Coupe de France masc.       | HB Vénissieux 85 | OM Vitrolles | 24 – 20ap |
| Championnat de France fém.  | USM Gagny        | ASPTT Metz   | –         |
| Coupe de France fém.        | USM Gagny        | ASPTT Metz   | 47 – 46   |

## Naissances
Parmi les joueurs et joueuses né(e) en 1992, on trouve notamment :
| Joueurs - 10 mars : Jordan Camarero, - 26 mars : Alexandre Dereven, - 3 août : Quentin Minel, - 16 août : Hugo Descat, - 1er juin : Raul Santos, - 11 septembre : Borut Mačkovšek, - 18 septembre : Timothey N'Guessan, - 12 octobre : Théophile Caussé, - 17 décembre : Alex Dujshebaev, | Joueuses - 17 janvier : Dounia Abdourahim, - 28 janvier : Suzana Lazović, - 22 février : Lara González Ortega, - 21 septembre : Audrey Bruneau, - 2 juillet : Manon Houette, - 17 octobre : Louise Burgaard, |